# Body Harvest
Body Harvest és un videojoc per la consola Nintendo 64. Va ser llançat l'octubre del 1998 per DMA Design (empresa que va canviar el seu nom pel de Rockstar North després del reeixit Grand Theft Auto III).

## Jugabilitat
El jugador pren el rol d'un supersoldat, l'Adam, que es controla en tercera persona. A cada un dels nivells (ambientat en una època diferent), el jugador es pot passejar en una zona prou important, més de 6 km², on pot visitar els allotjaments, parlar amb els indígenes autòctons, conduir alguns dels 60 vehicles disponibles. El seu objectiu és de destruir el Processador alien de cada zona, un insecte alienígena que controla la collita a la rodalia, tot protegint els pobles humans de les nombroses ones d'atac extraterrestres. Quan un innocent mor, una barra s'omple i quan les pèrdues humanes són massa importants, el planeta explota i la missió està perduda. Una vegada tots els processadors de la regió són destruïts, el jugador pot lluitar contra el cap al final del nivell per canviar d'època.